# Mojo
Mojo – magazyn muzyczny publikowany przez wydawnictwo Bauer każdego miesiąca w Wielkiej Brytanii.
Pierwszy egzemplarz ukazał się 15 października 1993 roku, a na jego okładce znajdowali się Bob Dylan i John Lennon, co miało sugerować, iż magazyn poświęcony będzie wyłącznie muzyce rockowej. Wielu znanych krytyków muzycznych pisało dla Mojo, w tym m.in. Charles Shaar Murray, Greil Marcus, Nick Kent i Jon Savage. Pierwszym redaktorem naczelnym gazety był Paul Du Noyer, a do jego następców należą: Mat Snow, Paul Trynka oraz Pat Gilbert.
Magazyn był często krytykowany za zbyt wiele reportaży na temat klasycznych artystów rockowych, takich jak The Beatles i Bob Dylan oraz ignorowanie nowych zespołów. Jednak to właśnie Mojo jako pierwsza mainstreamowa gazeta w Wielkiej Brytanii, skupiła uwagę odbiorców na The White Stripes, który określiła jako zespół tak zapalony, jak starsi wykonawcy.
Mojo regularnie dołącza do magazynów płyty CD, które dotyczą artykułu lub tematu poruszanego w aktualnym wydaniu. W 2004 po raz pierwszy do gazety dołączona została Mojo Honours Lists – lista nagród przyznanych przez krytyków oraz czytelników. Od tego czasu jest ona sporządzana każdego roku.

## Zestawienia
Magazyn opublikował wiele zestawień, w tym m.in. najgorszych piosenek oraz piosenek poświęconych narkotykom.
Z okazji ukazania się 150. numeru Mojo, magazyn sporządził listę Top 100 Albums of Mojo's Lifetime, albumów, które powstały od 1993 roku. Na pierwszych pięciu miejscach znalazły się:
1. Grace – Jeff Buckley (1994)
2. American Recordings – Johnny Cash (1994)
3. OK Computer – Radiohead (1997)
4. Time Out of Mind – Bob Dylan (1997)
5. Definitely Maybe – Oasis (1994)

W 2007 magazyn sporządził listę stu nagrań, które zmieniły świat, The Top 100 Records That Changed the World. Powstała ona na podstawie głosów oddanych przez grupę gwiazd, wśród których byli m.in.: Björk, Tori Amos, Tom Waits, Brian Wilson, Pete Wentz i Steve Earle.
Pierwszą dziesiątkę zestawienia stanowią:
1. „Tutti Frutti” – Little Richard
2. „I Want to Hold Your Hand” – The Beatles
3. „Heartbreak Hotel” – Elvis Presley
4. The Freewheelin’ Bob Dylan – Bob Dylan
5. Autobahn – Kraftwerk
6. „King of the Delta Blues Singers” – Robert Johnson
7. The Velvet Underground and Nico – The Velvet Underground & Nico
8. Anthology of American Folk Music (różni artyści)
9. What’d I Say – Ray Charles
10. „God Save the Queen” – Sex Pistols

## Edycje specjalne
Od 1993 roku ukazło się wiele specjalnych edycji Mojo, często poświęconych wyłącznie jednemu artyście lub gatunkowi muzycznemu. Jednym z najpopularniejszych była seria opowiadająca historię The Beatles. Magazyn opublikował również cztery edycje The MOJO Collection: The Greatest Albums of All Time, a także serię krótkich biografii; pierwsza ukazała się w 2002 roku i dotyczyła Neila Younga.